# Agnes Thomée
Ida Agneta (Agnes) Thomée, född 1 juni 1896 i Stockholm, död 20 oktober 1984 i Solna, var en svensk dansare och skådespelare.
Thomée scendebuterade 1916. Hon var från 1920 gift med skådespelaren Karl-Ewert Christenson. De är begravda på Norra begravningsplatsen utanför Stockholm.

## Filmografi i urval
- 1920 – Baron Olson
- 1923 – Andersson, Pettersson och Lundström

## Teater

### Roller (ej komplett)
| År   | Roll | Produktion                                                    | Regi            | Teater        |
| ---- | ---- | ------------------------------------------------------------- | --------------- | ------------- |
| 1917 | Cleo | Csardasfurstinnan Emmerich Kálmán, Leo Stein och Béla Jenbach | Oskar Textorius | Oscarsteatern |